# هانس کلر
هانس کلر (به انگلیسی: Hans Keller) (۱۹۸۵-۱۹۱۹) موسیقیدان و نویسندهٔ اتریشی است که فعالیت عمده‌ای در موسیقی‌شناسی و نقد موسیقی داشته‌است. وی ابداع‌کنندهٔ روش «آنالیز عملکرد بدون کلام» (Wordless Functional Analysis) بوده که در این روش موسیقی به صورت منحصر و جدا از کلام مورد بررسی قرار می‌گیرد.